# حقل راغ سفيد النفطي
حقل راغ سفيد النفطي هو حقل نفط يقع في محافظة خوزستان، جنوب غرب إيران، وعلى بُعد نحو 6 كيلومترات فقط من أقرب نقطة على الخليج العربي. تم اكتشاف الحقل في عام 1964، وطُوّر من قبل شركة النفط الوطنية الإيرانية وبدأ الإنتاج في عام 1966. ويبلغ إجمالي الاحتياطيات المؤكدة لحقل راغ سفيد النفطي نحو 14.5 مليار برميل، ويركز الإنتاج على 180,000 برميل لكل يوم (29,000 م3/ي). كما أن الحقل مملوك لشركة النفط الوطنية الإيرانية (NIOC) المملوكة للدولة ويتم تشغيله بواسطة شركة النفط الوطنية الإيرانية الجنوبية (NISOC).
في 29 أكتوبر 2017، حدث انفجار في البئر البحرية 147 واستمر في الاشتعال لمدة 59 يومًا قبل أن يتم السيطرة عليه. ونظرًا لاحتوائه على 54.16 تريليون قدم مكعب من الغاز الطبيعي (أكبر احتياطي للغاز الطبيعي في البلاد بعد حقل بازانان النفطي [الإنجليزية]) فقد اعتُبرت السيطرة على هذا الحريق إنجازًا قياسيًا. كما شهد الحقل حادثتي حريق سابقتين في عامي 1966 و1975، وقد تطلب الأمر حينها تدخل شركات نفط أمريكية واستغرق احتواء الحريق حوالي 100 يوم. فقد كان من الممكن احتواء الحريق الأخير بسرعة أكبر، إلا أن التحدي تطور حول احتواء الغاز، حيث إن انطلاقه كاد أن يودي بحياة جميع الكائنات الحية ضمن نطاق واسع. وللسيطرة على الحريق، كان لا بد من حفر آبار إغاثة من أجل تنفيذ عملية إطفاء من القاع.